# Aonach Beag
Aonach Beag (wymowa gaelicka: [ˈɯːnəx ˈpek]) – szczyt w paśmie Ben Nevis, w Grampianach Zachodnich. Leży w Szkocji, w regionie Highland. Jest to siódmy co do wysokości szczyt w Szkocji. 